# Otto Engert
Otto Engert (* 24. Juli 1895 in Prößdorf, Sachsen-Altenburg; † 11. Januar 1945 in Dresden) war ein deutscher kommunistischer Politiker. Er war von 1929 bis 1933 Bürgermeister von Neuhaus am Rennweg.

## Leben
Engert, der unter dem Namen Otto Gentsch geboren wurde, machte eine Zimmermannslehre und ging anschließend auf die Walz. 1913 trat er der SPD bei und war während des Ersten Weltkrieges Soldat. Über die USPD kam er 1920 zur KPD, welche er im Altenburger Kreistag und von 1924 bis 1929 auch im thüringischen Landtag vertrat. Er war als Unterbezirksleiter und zeitweiliger Redakteur der Sächsischen Arbeiterzeitung hauptamtlicher Funktionär der Partei, war als theoretisch versiertes Mitglied in der innerparteilichen Bildungsarbeit tätig und wurde 1927 zu einem Jahr Festungshaft verurteilt. Ende 1928 wurde er wegen seines Widerstandes gegen den stalinistischen Kurs der Thälmann-Führung aus der Partei ausgeschlossen. Engert schloss sich der Kommunistischen Partei-Opposition (KPO) an. Als ihr Kandidat wurde er im Juli 1929 zum Bürgermeister von Neuhaus am Rennweg gewählt. Der thüringische Innenminister Wilhelm Frick (NSDAP) enthob ihn 1931 zeitweilig des Amtes.
Für die KPO wurde Engert, dessen Frau in Leipzig einen Gemüseladen betrieb, in der NS-Zeit auch illegal tätig. Nach einer achtmonatigen Haftstrafe und nachfolgender KZ-Haft in den Lagern Colditz und Sachsenburg arbeitete er wieder mit illegalen Gruppen der KPD zusammen und organisierte 1943/44 unter anderem mit Georg Schumann eine Widerstandsgruppe in Leipzig, deren Plattform er gemeinsam mit seinem KPO-Genossen Alfred Schmidt verfasste. Im Juli 1944 wurde Otto Engert verhaftet, zum Tode verurteilt und am 11. Januar 1945 im Hof des Dresdner Landgerichts hingerichtet.

## Gedenken

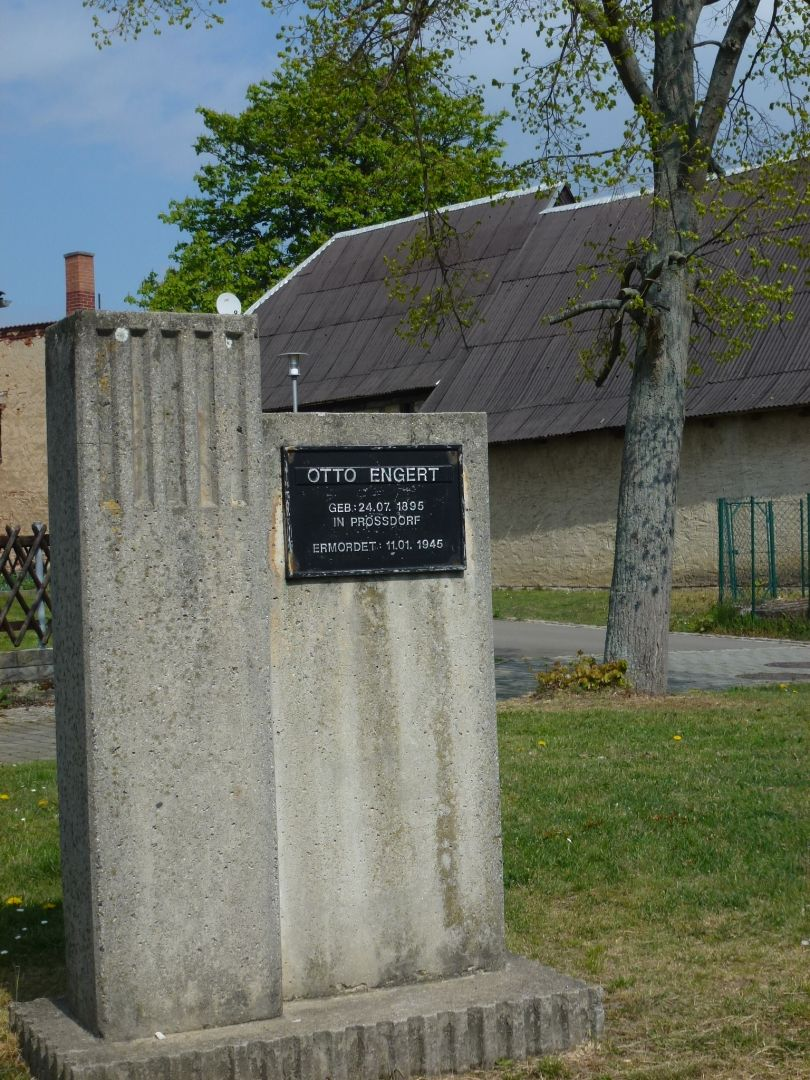
Erinnerungstafel in Prößdorf

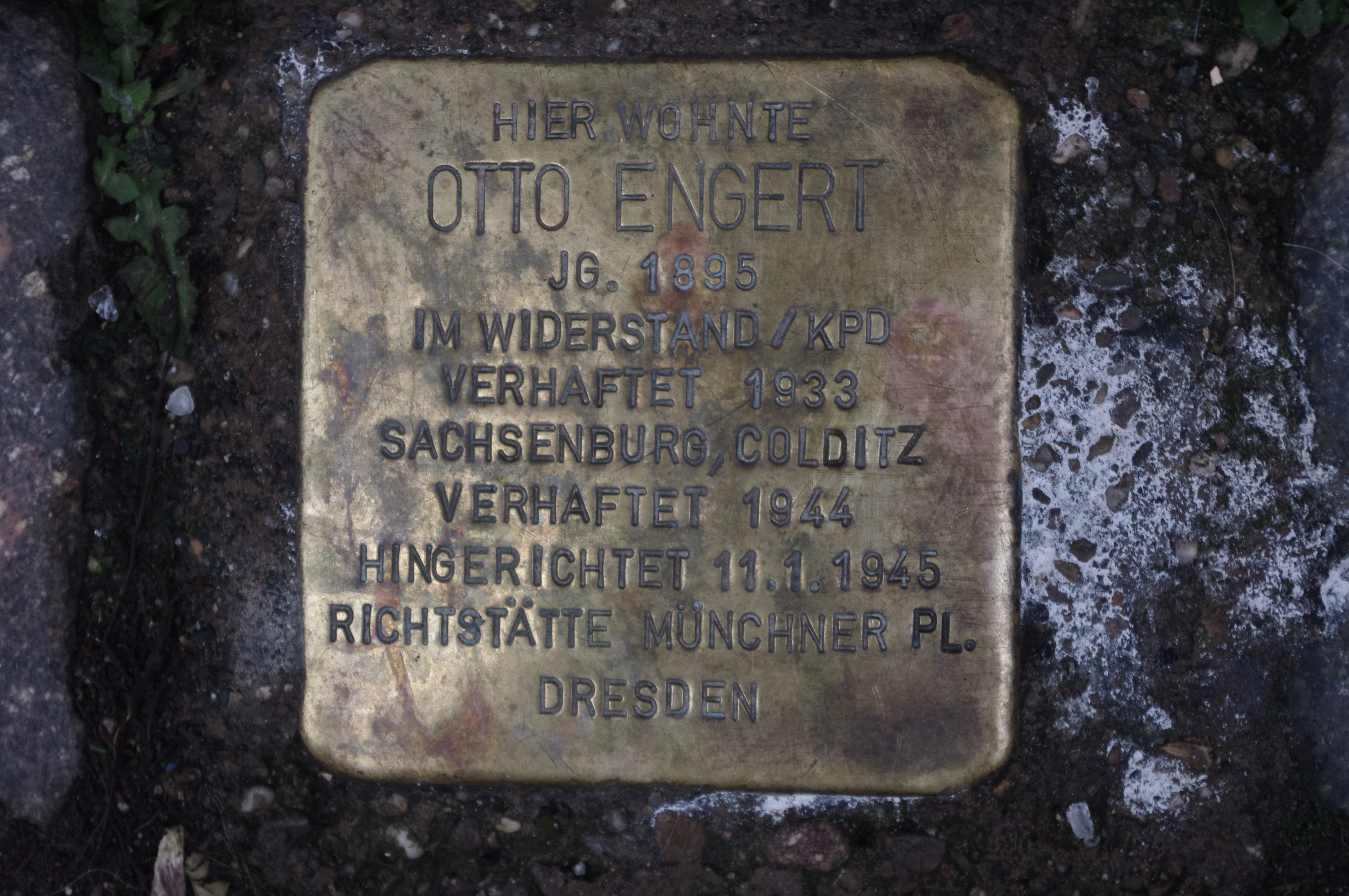
Stolperstein in Leipzig

In Neuhaus am Rennweg erinnern ein Gedenkstein, eine Straße und eine nach ihm benannte Kleingartensiedlung an Otto Engert, in Altenburg eine Gedenktafel und bis 1991 eine Straße. Der Nobitzer Ortsteil Engertsdorf im Landkreis Altenburger Land trägt ebenfalls seinen Namen. In den 1950er Jahren wurden auf Grund von Engerts Zugehörigkeit zur KPO die Benennung einer Schule in Neuhaus am Rennweg sowie von Straßen in mehreren Orten der DDR rückgängig gemacht.
In Leipzig wurden zwei Straßen nach ihm benannt, die Engertstraße im Stadtteil Lindenau und die Otto-Engert-Straße im 1999 eingemeindeten Ortsteil Mölkau. Fünf weitere nach ihm benannte Straßen gibt es in Sachsen und Thüringen, und zwar in Kriebitzsch, Meuselwitz, Prößdorf, Windischleuba und Zwenkau.
Am 21. März 2015 hat der Künstler Gunter Demnig zur Erinnerung an Engert an dessen letztem freiwillig gewählten Wohnort in der Karl-Ferlemann-Straße 16 in Leipzig einen Stolperstein verlegt.